# Ланце
Ланце (нем. Lanze) — община в Германии, в земле Шлезвиг-Гольштейн.
Входит в состав района Герцогство Лауэнбург. Подчиняется управлению Лютау. Население составляет 397 человек (на 31 декабря 2010 года). Занимает площадь 9,05 км².